# Christine Darden
Tiến sĩ Christine Darden (sinh ngày 10 tháng 9 năm 1942, với tên khai sinh Christine Mann) là một nhà toán học, nhà phân tích dữ liệu và kỹ sư hàng không người Mỹ. Cô dành phần lớn sự nghiệp 40 năm của mình về khí động học tại NASA để nghiên cứu máy bay siêu thanh và tiếng nổ siêu âm. Cô có bằng thạc sĩ toán học và đã giảng dạy tại Đại học bang Virginia trước khi bắt đầu làm việc tại Trung tâm nghiên cứu Langley vào năm 1967. Cô có bằng tiến sĩ kỹ thuật tại Đại học George Washington năm 1983 và đã xuất bản nhiều bài báo trong lĩnh vực của mình. Cô là người phụ nữ Mỹ gốc Phi đầu tiên tại Trung tâm nghiên cứu Langley của NASA được thăng cấp lên Nhà điều hành dịch vụ cao cấp, cấp bậc cao nhất trong ngành dân sự liên bang.
Darden là một trong những nhà nghiên cứu đặc trưng trong cuốn sách Hidden Figures: The American Dream and the Untold Story of the Black Women Mathematicians Who Helped Win the Space Race (2016), một cuốn sách kể về lịch sử của một số các nhà toán học và kỹ sư phụ nữ Mỹ gốc Phi có ảnh hưởng tại NASA vào giữa thế kỷ 20, của Margot Lee Shetterly viết.